# Province d'Arani
La province d'Arani est une des 16 provinces du département de Cochabamba, en Bolivie. Son chef-lieu est la ville d'Arani.

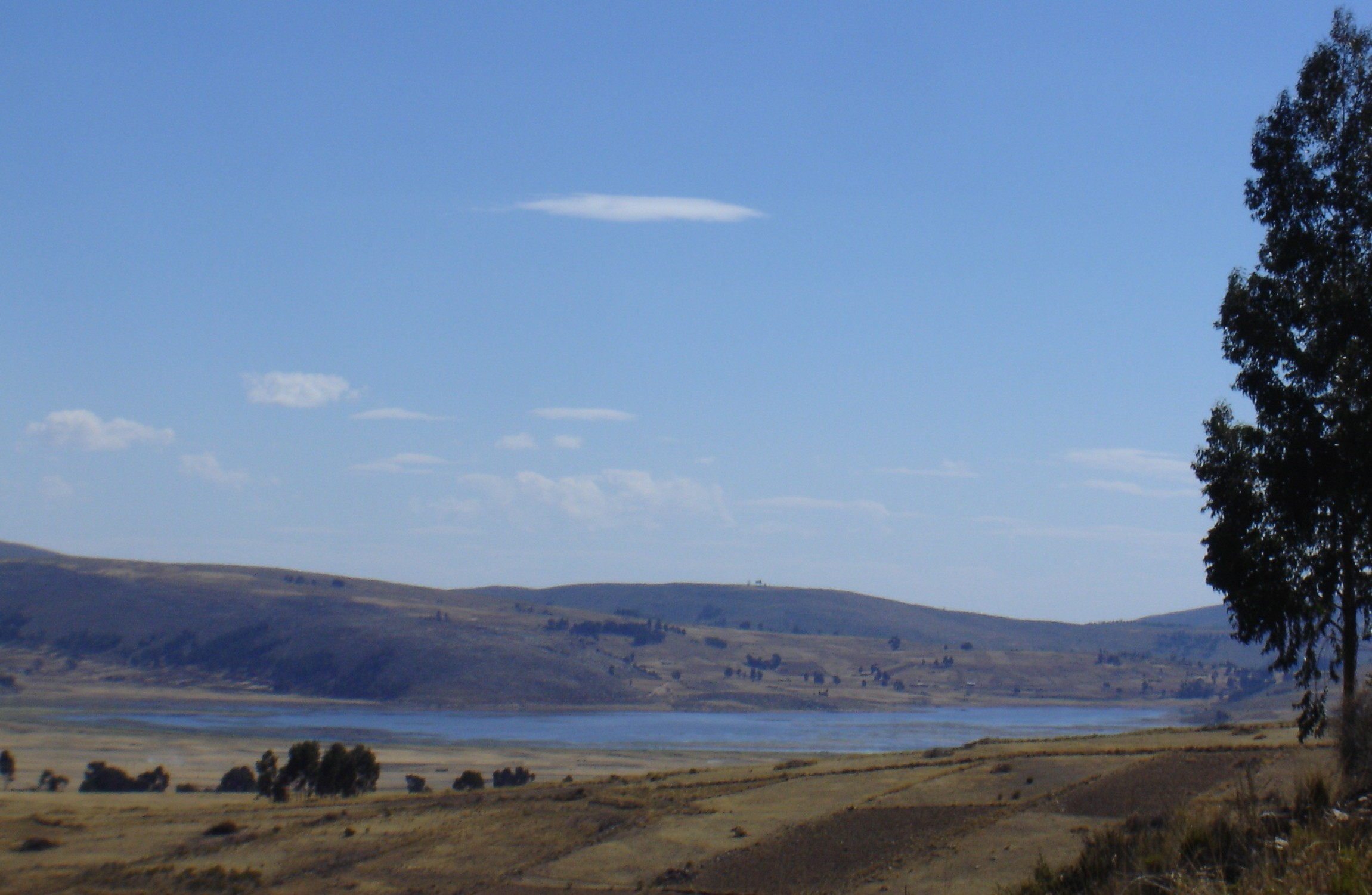
Parqu Qucha, l'un des lacs de la municipalité de Vacas